# Olsen Peak (Westantarktika)
Der Olsen Peak ist ein 2140 m hoher Berggipfel im westantarktischen Ellsworthland. Er ragt 3 km nordwestlich des Mount Wyatt Earp nahe dem nördlichen Ende der Sentinel Range des Ellsworthgebirges auf.
Der US-amerikanische Polarforscher Lincoln Ellsworth entdeckte ihn während seines Transantarktisfluges am 23. November 1935. Das Advisory Committee on Antarctic Names benannte ihn 1961 nach Hartvig Olsen (1887– unbekannt), Erster Maat auf Ellsworths Expeditionsschiff Wyatt Earp von 1935 bis 1936.